# ドント・トライ・ジス・アット・ホーム
『ドント・トライ・ジス・アット・ホーム』（Don't Try This at Home）は、アメリカ合衆国のジャズ・サクソフォーン奏者、マイケル・ブレッカーが1988年に発表したスタジオ・アルバム。

## 背景
参加ミュージシャンのうちマイク・スターン、ジョーイ・カルデラッツォ、ジェフ・アンドリュース、アダム・ナスバウムは、当時ブレッカーのレギュラー・クインテットのメンバーだった。オリジナルLPおよびカセットは7曲入りだが、同時期に発売されたCDには「ザ・ジェントルマン&ヒズケイン」がボーナス・トラックとして追加された。

## 反響・評価
母国アメリカでは、『ビルボード』のコンテンポラリー・ジャズ・アルバム・チャートで2位に達した。
第31回グラミー賞では最優秀ジャズ・インストゥルメンタル・パフォーマンス・ソロイスト賞を受賞し、自身初のグラミー受賞を果たした。スコット・ヤナウはオールミュージックにおいて5点満点中4.5点を付け「2作目のリーダー・アルバムは、ファースト・アルバムに肉迫する」「ブレッカーは本当に絶好調で、全8曲において激しく切り込んでいる」と評している。

## トラック・リスト
| #  | タイトル                                                                                               | 作詞 | 作曲・編曲 | 時間 |
| -- | --- | ---- | ---------- | ---- |
| 1. | 「イッツバイン・リール - Itsbynne Reel」(Michael Brecker, Don Grolnick)                                |      |            | 7:43 |
| 2. | 「チャイム・ジスChime This」(D. Grolnick)                                                              |      |            | 7:51 |
| 3. | 「スクリアビン - Scriabin」(Vince Mendoza)                                                             |      |            | 7:47 |
| 4. | 「サスポーン - Suspone」(Mike Stern)                                                                   |      |            | 4:58 |
| 5. | 「ドント・トライ・ジス・アット・ホーム - Don't Try This at Home」(M. Brecker, D. Grolnick)             |      |            | 9:29 |
| 6. | 「エヴリシング・ハプンズ・ホエン・ユーアー・ゴーン - Everything Happens When You're Gone」(M. Brecker) |      |            | 7:13 |
| 7. | 「トーキング・トゥ・マイセルフ - Talking to Myself」(D. Grolnick)                                      |      |            | 5:10 |
| 8. | 「ザ・ジェントルマン&ヒズケイン - The Gentleman & Hizcaine」(Jim Beard)                                |      |            | 5:21 |

## パーソネル
- マイケル・ブレッカー – テナー・サクソフォーン(all songs)、EWI(on #1, #4, #5)
- マイク・スターン - ギター(on #1, #2, #4, #5, #7, #8)
- ドン・グロルニック - ピアノ(on #1, #2, #7)
- ハービー・ハンコック - ピアノ(on #3, #5)
- ジョーイ・カルデラッツォ - ピアノ(on #4, #6)
- ジム・ビアード - ピアノ、シンセサイザー(on #8)
- チャーリー・ヘイデン - アコースティック・ベース(on #1, #2, #3, #5, #6)
- ジェフ・アンドリュース - エレクトリックベース(on #1, #4, #7, #8)
- ジャック・ディジョネット - ドラムス(on #1, #3, #5, #8)
- アダム・ナスバウム - ドラムス(on #2, #4, #6)
- ピーター・アースキン - ドラムス(on #7)
- マーク・オコーナー - ヴァイオリン(on #1)
- ジャド・ミラー - シンセサイザー・プログラミング(on #5)